# 卞真燮
卞真燮（韓語：변진섭，1966年7月30日—）本貫草溪卞氏，是韓國男唱作人、電影演員。

## 生涯
卞真燮在首爾出生，畢業於慶熙大學農牧學科。1987年以《我們的愛情故事》一曲參加MBC新人歌謠祭亮相並得獎。1988年發行第1張專輯《要獨自一人》並正式出道。1989年發行第二張正規專輯《再次回到你身邊》後大受歡迎。1990年參演由崔秀宗、夏希羅主演的電影《再到你身邊》。
2012年出演MBC音樂綜藝節目《我是歌手2》。

## 音樂活動

### 正規專輯
- 1輯《要獨自一人（朝鲜语：홀로 된다는 것）》 （1988.6.15）
- 2輯《再次回到你身邊（朝鲜语：너에게로 또 다시）》 （1989.10.25）
- 3輯《如何 離別（朝鲜语：어떤 이별）》 （1990.11）
- 4輯《與你一起的理由（朝鲜语：너와 함께 있는 이유）》 （1991.10）
- 5輯《你再次對我（朝鲜语：그대 내게 다시）》 （1992.11, 서울음반）
- 6輯《Image 94' - 你到來的日子（朝鲜语：Image 94' - 니가 오는날）》 （1994.09)
- 7輯《Again（朝鲜语：Again (변진섭의 음반)）》 （1996.06）
- 8輯《Non-fiction（朝鲜语：논픽션 (변진섭의 음반)）》 （1998.03,）
- 9輯 《20B（朝鲜语：20B）》 （1999.10）
- 10輯《他的故事（朝鲜语：He'story）》 （2004.10）
- 11輯《Drama（朝鲜语：DRAMA (변진섭의 음반)）》 （2007.10）
- 12輯《Timeless（朝鲜语：Timeless (변진섭의 음반)）》 （2015.12.12）

### 其他
- 1992年 《卞真燮 愛唱曲專輯》
- 1992年 《卞真燮 Golden Best》
- 1994年 《卞真燮·申海澈》
- 1995年 《卞真燮 Golden Album》
- 1997年 《卞真燮 十週年紀念專輯》
- 2002年 《卞真燮 Best》
- 2004年 SBS 電視劇《玻璃畫》OST
- 2006年 《卞真燮 Best 2006》
- 2007年 MBC 電視劇《珍惜現在（朝鲜语：있을 때 잘해!!）》OST
- 2008年 《Paiting (New ver.)》
- 2008年 MBC電視劇 《我人生最後的緋聞》OST
- 2010年 《苦涩的眼淚（朝鲜语：눈물이 쓰다）》（迷你專輯）
- 2011年 MBC電視劇 《絕不認輸》OST
- 2013年 KBS電視劇 《恩熙》OST
- 2015年 KBS電視劇 《青鳥之家》OST
- 2016年 KBS電視劇 《女人的秘密》OST Part.2 - 對不起（틀린그림찾기）

## 獎項
- 1988年 第3屆金唱片獎新人獎
- 1989年 第4屆金唱片獎唱片大賞
- 1989年 MBC 歌謠大祭典（朝鲜语：MBC 가요대제전）本賞
- 1989年 KBS歌謠盛典本賞
- 1990年 第5屆金唱片獎唱片大賞
- 1990年 第1屆首爾音樂獎大賞
- 1990年 MBC 歌謠大祭典（朝鲜语：MBC 가요대제전）大賞
- 1990年 KBS歌謠盛典本賞
- 1991年 KBS歌謠盛典本賞
- 1992年 KBS歌謠盛典本賞

## 綜藝節目
- 2012年 MBC《我是歌手2》
- 2016年 MBC《無限挑戰》EP.466~468（與宇賢、池錫辰、金秀勇（朝鲜语：김수용 (희극인)）、李鳳柱（朝鲜语：이봉주）、金希沅、Defconn、李天秀、曹世鎬、河尚旭（朝鲜语：하상욱）、金泰鎮（朝鲜语：진엑스）、BOBBY ）
- 2016年 SBS《Fantastic Duo》EP.3~4（與李仙姬、曹誠模、EXO）[3][4][5][6]

## 外部連結
- 卞真燮的官方網頁